# Mary Elizabeth Mastrantonio
Mary Elizabeth Mastrantonio (Lombard (Illinois), 17 november 1958) is een Amerikaans actrice.
Mastrantonio debuteerde in Brian DePalma's thrillerfilm Scarface als Gina. Ze verscheen vervolgens in The Color of Money met Paul Newman, ze werd genomineerd voor een Oscar en Golden Globe voor haar bijrol in de film. Ze vervolgde met rollen in de grote producties The Abyss en Robin Hood: Prince of Thieves als Lady Marian.
Halverwege de jaren 90 begon ze ook aan theaterrollen en verscheen ze in diverse rollen op Broadway; haar selectie van producties waren onder andere West Side Story, Copperfield, The Human Comedy, Man of La Mancha, Henry V en Measure for Measure.

## Filmografie
- The Punisher (tv, 2017-2019) .... Marion James
- Limitless (tv, 2015-2016) .... Naz
- Grimm (tv, 2012) .... Kelly Burkhardt
- Law & Order: Criminal Intent (tv, 2010, seizoen 9) .... Zoe Callas
- The Russell Girl (tv, 2008) .... Gayle Russell
- The Brooke Ellison Story (tv, 2004) .... Jean Ellison
- Standing Room Only (2004/I) .... Maria
- Tabloid (2001) .... Natasha Fox
- The Perfect Storm (2000) .... Linda Greenlaw
- Witness Protection (tv, 1999) .... Cindy Batton
- My Life So Far (1999) .... Moira 'Mumsie' Pettigrew
- Limbo (1999) .... Donna De Angelo
- Two Bits (1995) .... Luisa Spirito
- Three Wishes (1995) .... Jeanne Holman
- Consenting Adults (1992) .... Priscilla Parker
- White Sands (1992) .... Lane Bodine
- Robin Hood: Prince of Thieves (1991) .... Marian Dubois
- Class Action (1991) .... Maggie Ward
- Uncle Vanya (tv, 1991) .... Yelena
- Fools of Fortune (1990) .... Marianne
- The Abyss (1989) .... Lindsey Brigman
- The January Man (1989) .... Bernadette Flynn
- Slam Dance (1987) .... Helen Drood
- The Color of Money (1986) .... Carmen
- Scarface (1983) .... Gina Montana